# Anthony Edwards

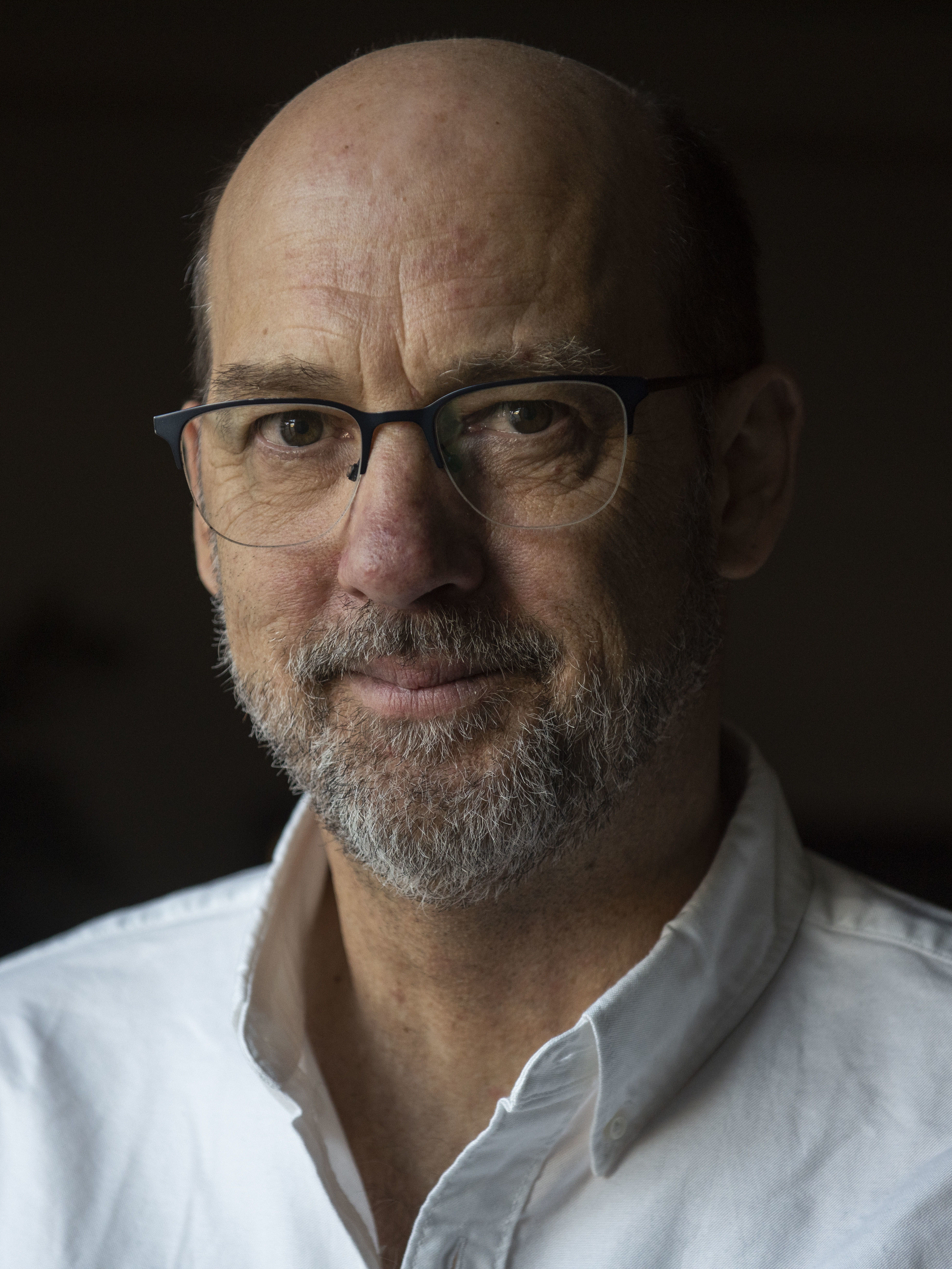
Anthony Edwards, 2018

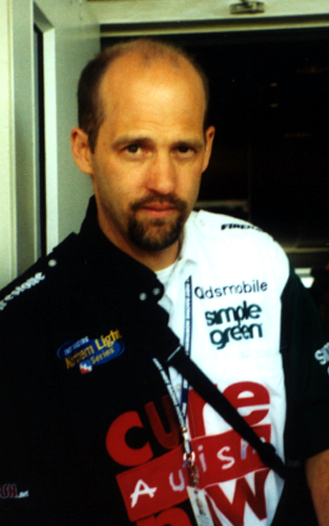
Anthony Edwards, 2002

Anthony Charles Edwards (* 19. Juli 1962 in Santa Barbara, Kalifornien) ist ein US-amerikanischer Schauspieler und Regisseur. Seine bekannteste Rolle ist die des Dr. Mark Greene in der Fernsehserie Emergency Room – Die Notaufnahme.

## Leben und Karriere
Er begann seine Karriere in den 1980er Jahren mit Kinofilmen wie Ich glaub’, ich steh’ im Wald, in denen er in kleineren Rollen auftrat. In der Actionkomödie Gotcha! – Ein irrer Trip aus dem Jahr 1985 spielte er die Hauptrolle. Einem größeren Publikum wurde er durch die Rolle des Lt. Nick „Goose“ Bradshaw in dem Film Top Gun an der Seite von Tom Cruise bekannt. Danach war er auch in Der Klient neben Susan Sarandon zu sehen.
Seine bekannteste Rolle ist die des Notaufnahmearztes Dr. Mark Greene, eine der Hauptfiguren in den ersten acht Staffeln (1994–2002, 2008) der äußerst erfolgreichen und langlebigen US-amerikanischen Fernsehserie Emergency Room – Die Notaufnahme. Für diese Darstellung war er mehrfach für einen Emmy nominiert, den er aber nie gewann. Jedoch ging der einzige der Serie Emergency Room verliehene Golden Globe an Edwards. Außerdem konnte er 1996 und 1998 zwei Screen Actors Guild Awards in der Kategorie Bester Darsteller in einer Dramaserie gewinnen. Im Anschluss an seine Zeit bei Emergency Room war Edwards in diversen Film- und Fernsehproduktionen zu sehen. Sein Schaffen umfasst mehr als 50 Produktionen.
Anthony Edwards war von 1994 bis 2015 mit der Visagistin Jeanine Lobell verheiratet. Sie haben vier Kinder. Seit Ende 2021 ist Edwards mit der Schauspielerin Mare Winningham verheiratet.

## Filmografie (Auswahl)

### Als Schauspieler
- 1973: Big Zapper zahlt mit blauen Bohnen (Big Zapper)
- 1981: Randys Tod (The Killing of Randy Webster, Fernsehfilm)
- 1982: Ich glaub’, ich steh’ im Wald (Fast Times at Ridgemont High)
- 1982–1983: It Takes Two (Fernsehserie, 21 Folgen)
- 1983: … und wenn der letzte Reifen platzt (Heart Like a Wheel)
- 1983: High School U.S.A. (Fernsehfilm)
- 1984: Die Rache der Eierköpfe (Revenge of the Nerds)
- 1985: Der Volltreffer (The Sure Thing)
- 1985: Gotcha! – Ein irrer Trip (Gotcha!)
- 1986: Top Gun – Sie fürchten weder Tod noch Teufel (Top Gun)
- 1987: Die Supertrottel (Revenge of the Nerds II: Nerds in Paradise)
- 1987: In der Glut des Sommers (Summer Heat)
- 1988: Mr. North – Liebling der Götter (Mr. North)
- 1988: Hawks – Die Falken (Hawks)
- 1988: Nacht der Entscheidung – Miracle Mile (Miracle Mile)
- 1989: Die Uni meiner Träume (How I Got into College)
- 1990: Downtown
- 1990: El Diablo – Der mit dem Teufel tanzt (El Diablo, Fernsehfilm)
- 1990: Hochstapler wider Willen (Hometown Boy Makes Good, Fernsehfilm)
- 1992: Friedhof der Kuscheltiere II (Pet Sematary Two)
- 1992: Delta Heat – Erbarmungslose Jagd (Delta Heat)
- 1992: Fluch der Erinnerung (Landslide)
- 1992–1993: Ausgerechnet Alaska (Northern Exposure, Fernsehserie, 10 Folgen)
- 1993: Sexual Healing (Kurzfilm)
- 1994: Der Klient (The Client)
- 1994–2002, 2008: Emergency Room – Die Notaufnahme (ER, Fernsehserie, 180 Folgen)
- 1996: Kaltblütig (In Cold Blood, Miniserie, 2 Folgen)
- 1998: Leben und lieben in L.A. (Playing by Heart)
- 1999: Ein traumhaftes Missverständnis (Don’t Go Breaking My Heart)
- 2003: Northfork
- 2004: Thunderbirds
- 2004: Die Vergessenen (The Forgotten)
- 2007: Zodiac – Die Spur des Killers (Zodiac)
- 2009: New York Mom (Motherhood)
- 2010: Verliebt und ausgeflippt (Flipped)
- 2013: Zero Hour (Fernsehserie, 13 Folgen)
- 2013: Planes (Stimme von Echo)
- 2015: Girls (Fernsehserie, Folge 4x01 Last Day)
- 2015: Experimenter
- 2015: Blue Bloods – Crime Scene New York (Blue Bloods, Fernsehserie, Folge 6x07)
- 2016: Billions (Fernsehserie, 2 Folgen: 1x09–1x10)
- 2016: Law & Order: Special Victims Unit (Fernsehserie, Folge 18x05)
- 2017: Law & Order True Crime (Fernsehserie, 6 Folgen)
- 2019: Designated Survivor (Fernsehserie, 10 Folgen)
- 2022: Inventing Anna (Fernsehserie, 5 Folgen)
- 2022: WeCrashed (Miniserie, 7 Folgen)
- 2022: Tales of the Walking Dead (Fernsehserie, Folge 1x04)

### Als Regisseur
- 1996–2001: Emergency Room – Die Notaufnahme (Fernsehserie, 4 Folgen)